# Битва за Линкольн
Битва за Линкольн (англ. Battle of Lincoln), также известная как Пятидневная битва (англ. Five-Day Battle) — решающее сражение Войны в округе Линкольн, происходившее между окружным отрядом «Регуляторов» под командованием адвоката Александра Максуина и вооружёнными силами компании «Мёрфи и Долан» под командованием шерифа Джорджа Пеппина, длившееся с 15 по 19 июля 1878 года. «Регуляторы» были усилены отрядом наёмных мексиканских стрелков, войскам Лоренса Мёрфи и Джеймса Долана оказало поддержку подразделение армии США под командованием подполковника Нейтана Дадли. Битва завершилась победой фракции Мёрфи — Долан, «Регуляторы» были разгромлены. После поражения некоторые из выживших «Регуляторов» покинули округ, другая часть объединилась в банду Билли Кида, действовавшую до июля 1881 года.

## Предыстория
Война в округе Линкольн (18 февраля 1878 — 18 февраля 1879) стала следствием соперничества между компанией LG Murphy & Co. и английским предпринимателем Джоном Танстеллом за экономическое влияние на Территории Нью-Мексико, США.
В ноябре 1876 года англичанин Джон Танстелл прибыл в округ Линкольн, Нью-Мексико, с целью начать новый бизнес при поддержке молодого юриста Александра Максуина и влиятельного скотовода Джона Чизума. К тому времени округ политически и экономически контролировался Лоренсом Мёрфи и его партнёром Джеймсом Доланом, владевшими там единственным магазином. LG Murphy & Co. имела сильных покровителей в лице клики коррумпированных чиновников Республиканской партии США, известной как Кольцо Санта-Фе, включавшей в себя, в частности, губернатора Территории Нью-Мексико Сэмюэла Акстелла и генерального прокурора Территории Нью-Мексико Томаса Катрона. К тому же, охотно скупая краденый скот, Мёрфи и Долан заключили крайне выгодный контракт на поставки мяса с правительством США. Танстелл и его адвокат Александр Максуин были противниками их альянса. После того как Танстелл открыл магазин в Линкольне, расположив его прямо напротив магазина Джеймса Долана, Долан вызвал его на дуэль, однако Танстелл отказался от поединка. Тогда Мёрфи и Долан попытались выдавить его из бизнеса с помощью угроз и насилия. Танстелл, опасаясь нападения конкурентов, нанял для охраны своего скота людей, в число которых входил и Уильям Генри Маккарти, более известный как Билли Кид. LG Murphy & Co. наняла в качестве боевиков банду Джесси Эванса, банду Джона Кинни и отряд ранчеров, известный как «Воины семи рек», приказав им нападать на стада и пастбища Танстелла. Кроме того, Джеймс Долан подкупил представителей закона, в частности, шерифа Уильяма Брейди. Фракции были разделены по этническому и религиозному признаку: люди Мёрфи были в основном католиками-ирландцами, а Танстелл и его союзники — английскими протестантами.
Убийство Танстелла бандой Эванса, подосланной шерифом Брейди, произошедшее 18 февраля 1878 года, развязало конфликт между двумя фракциями, который вошёл в историю, как Война в округе Линкольн, и стал самым кровавым гражданским конфликтом на Диком Западе. После этого преступления ковбои Танстелла, уже не надеясь на помощь закона, объединились в окружной отряд «Регуляторы» (англ. Regulators), для того чтобы отомстить убийцам. Основными бойцами отряда были Дик Брюэр, Билли Кид, Док Скарлок, Чарли Боудри, Хосе Чавес-и-Чавес, «Грязный Стив» Стивенс, Джон Миддлтон, Фрэнк Макнаб, Генри Ньютон Браун, Том О'Фолльярд, а также двоюродные братья Джордж и Фрэнк Коу. Юридически группа была создана как помощники мирового судьи Уилсона.
Конфликт привёл к многочисленным жертвам с обеих сторон, в частности, только за апрель 1878 года в результате боевых действий были убиты шериф Брейди (1 апреля), а также лидеры «Регуляторов» Дик Брюэр (4 апреля) и Фрэнк Макнаб (29 апреля).

## Битва за Линкольн

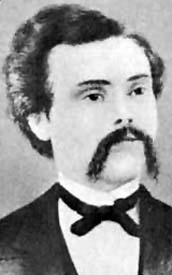
Александр Максуин, ок. 1875

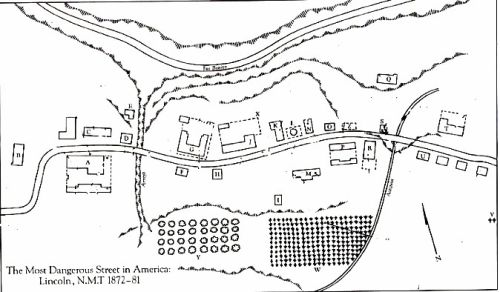
Карта Линкольна, составленная между 1872 и 1881

Адвокат Александр Максуин поначалу не участвовал в боевых действиях, оказывая «Регуляторам» лишь материальную и финансовую поддержку, что впрочем не помешало шерифу Брейди незадолго перед смертью выписать ордер на его арест.
Максуин появился в Линкольне 14 июля 1878 года в сопровождении около полусотни стрелков, намереваясь раз и навсегда расквитаться с Доланом. Однако он допустил тактическую ошибку, укрепившись в своём городском доме, вместо того, чтобы сразу перейти к активным действиям. Джеймс Долан и Джордж Пеппин, к тому времени заменивший Брейди на посту шерифа, быстро стянули в Линкольн подкрепления (около шестидесяти стрелков), в результате чего Максуин оказался в осаде. Всего осада длилась пять дней.
15 июля войска Пеппина и Долана начали перестрелку с людьми Максуина, которая продолжалась большую часть дня. По крайней мере пять человек из числа атакующих были ранены в ходе первоначального обмена выстрелами, в то время как «Регуляторы» не понесли потерь. В течение следующих двух дней мало что изменилось, о новых жертвах не сообщалось. Наконец, утром 19 июля из форта Стэнтон для поддержки атакующих прибыл кавалерийский отряд под командованием подполковника Нейтана Дадли численностью около 150 человек, имевший на вооружении горную гаубицу и картечницу Гатлинга. Прямого участия в перестрелках солдаты не принимали, но Дадли расположил их так, чтобы они прикрывали людей Пеппина и Долана. Видя, как развиваются события, и не желая вступать в противостояние с армией США, две трети осаждённых, в том числе отряд мексиканских наёмников, покинули Максуина той же ночью. У адвоката осталось пятнадцать стрелков.
19 июля около полудня атакующие подожгли осаждённый дом, однако стены девятикомнатной асьенды Максуинов были сделаны не из дерева,  а из самана, что затрудняло распространение огня. Кроме того, Джордж Коу, Генри Ньютон Браун и Сэм Смит не были блокированы в доме, а держали оборону на складе зерна, находившемся рядом с магазином Танстелла. Известно, что эта троица ранила в шею Энди Бойла, пытавшегося поджечь конюшни Максуина, а также плотным ружейным огнём вынудила троих поджигателей укрыться в отдельно стоящей уборной, продержав их там до вечера. Дадли и Пеппин предоставили Сьюзен Максуин, ещё одной женщине и пятерым детям право безопасного выхода из дома. Люди Максуина оборонялись в горящем здании до наступления темноты, а потом попытались бежать, разделившись на группы и контратаковав людей Пеппина и Долана с разных сторон. Максуин и трое «Регуляторов» погибли, остальным удалось скрыться, хотя некоторые из них при этом получили ранения.

## Последствия

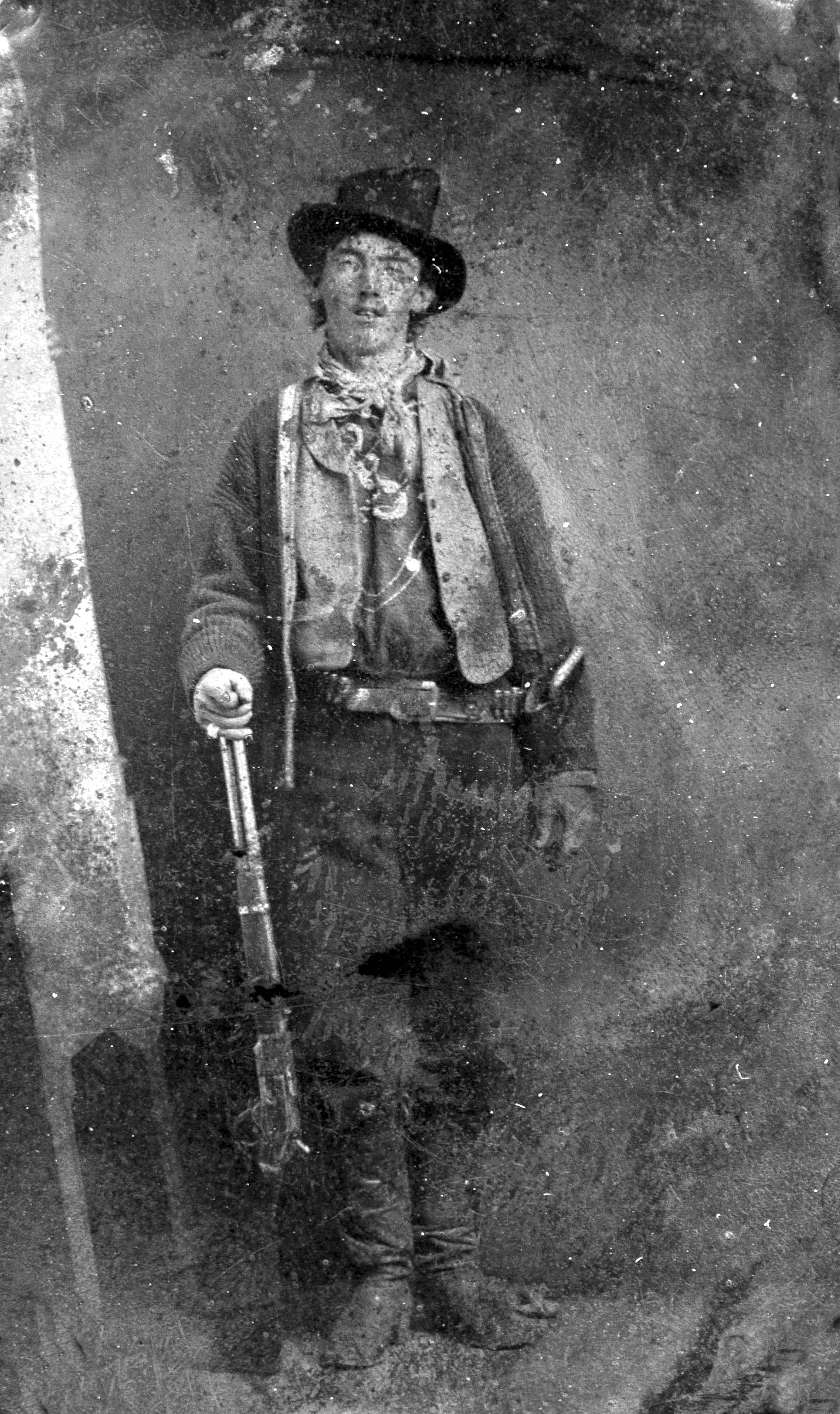
Билли Кид, ок. 1880

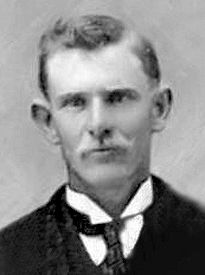
Док Скарлок, ок. 1877

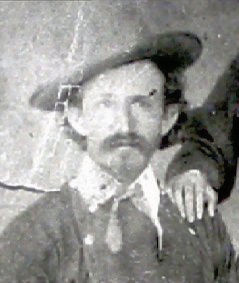
Чарли Боудри, ок. 1880

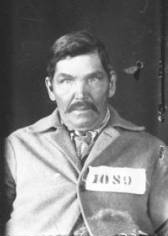
Хосе Чавес-и-Чавес, ок. 1909

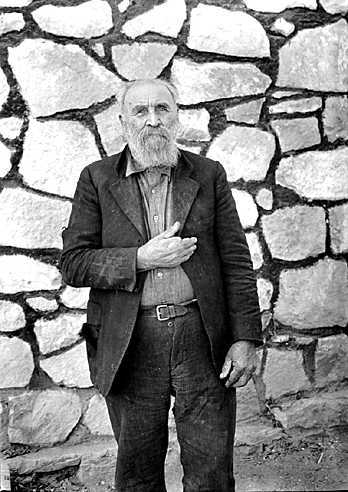
Джордж Коу, ок. 1934

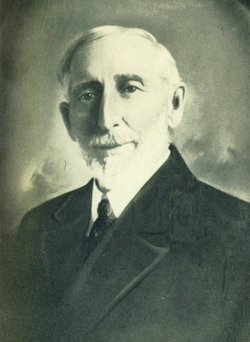
Фрэнк Коу, ок. 1930

Сьюзен Максуин, вдова Александра Максуина, после того, как её муж был убит, наняла адвоката Хьюстона Чэпмена для того, чтобы добиться амнистии для «Регуляторов» и привлечь к ответственности членов фракции Мёрфи — Долан. Чэпмен был застрелен 18 февраля 1879 года. В убийстве обвиняли Джеймса Долана, Джесси Эванса и Билли Кэмпбелла. С помощью влиятельных друзей дело в отношении Долана было прекращено, а Эванс и Кэмпбелл были арестованы и содержались в тюрьме форта Стэнтон, но 19 марта сумели сбежать, воспользовавшись помощью одного из солдат форта. Убийство Чэпмена стало последним крупным эпизодом Войны в округе Линкольн.
Нейтан Дадли около года находился под следствием: в 1879 году Сьюзан Максуин, утверждая, что её муж был застрелен безоружным в присутствии подполковника Дадли, выдвинула против него обвинения в соучастии в убийстве и поджоге дома. Дадли был смещён с поста командующего фортом генералом Хэтчем 7 марта 1879 года, по поводу его действий во время Пятидневной битвы было назначено судебное расследование. В июле 1879 года суд постановил, что обвинение в соучастии в убийстве против Нейтана Дадли не обосновано, он был переведён в Форт Юнион, также расположенный на Территории Нью-Мексико. В ноябре 1879 года Дадли был признан судом невиновным по делу о поджоге дома Максуинов.
В сентябре 1878 года президент Ратерфорд Б. Хейс уволил с поста губернатора Сэмюэла Акстелла, заменив его Лью Уоллесом, который был полон решимости положить конец беззаконию, творящемуся на Территории Нью-Мексико. Уоллес объявил всеобщую амнистию тем, кто принимал участие в конфликте, а также предложил Билли Киду помилование за преступления, совершённые им после Битвы за Линкольн, если последний даст показания против членов фракции Мёрфи — Долан. Кид согласился и после инсценированного ареста дал показания в суде, однако Уоллес не сдержал своего обещания, после чего Кид сбежал из-под стражи.
Часть выживших «Регуляторов», включая Хосе Чавеса, Тома О’Фолльярда, Дока Скарлока и Чарли Боудри, объединилась в банду Билли Кида и действовала до июля 1881 года. В конце концов, шериф Пэт Гарретт и его отряд выследили и убили О’Фолльярда, Боудри и Кида, после чего банда прекратила своё существование. Все трое похоронены в Форт-Самнер, штат Нью-Мексико.
После смерти Билли Кида и ликвидации его банды, Хосе Чавес-и-Чавес некоторое время служил заместителем шерифа в одном из округов Нью-Мексико. Позднее он познакомился с Висенте Сильвой и присоединился к двум его отрядам. Один из них, «Белые шляпы» (исп. Las Gorras Blancas), был террористическим подразделением организации «Партия народного союза» (исп. El Partido del Pueblo Unido). Англоязычные поселенцы Нью-Мексико считали его бандой, но большинство коренных жителей — борцами за свободу. Другая группа Сильвы, «Общество бандитов» (исп. La Sociedad de Bandidos), обвинялась англо-иммигрантами на Территории Нью-Мексико в том, что она действует как мафия, получая прибыль за счёт того, что выживает иммигрантов из бизнеса и захватывает их собственность. Чавес был арестован 26 мая 1894 года в Сокорро, штат Нью-Мексико. Присяжные признали его виновным в нескольких убийствах и приговорили к смертной казни через повешение. Верховный суд Территории Нью-Мексико предоставил Чавесу повторное судебное разбирательство, по итогам которого ему снова был вынесен смертный приговор. Казнь должна была состояться 29 октября 1897 года, однако исполнение приговора было отсрочено, а 20 ноября судебное решение было отменено губернатором Отеро, который, несмотря на широкую огласку дела и давление общественности, требовавшей казнить Чавеса, счёл возможным заменить ему приговор пожизненным заключением. 23 ноября 1897 года Хосе Чавес-и-Чавес под номером 1089 был заключён в тюрьму штата Нью-Мексико, где и оставался до 57 лет, отбыв в общей сложности 11 лет из своего пожизненного срока. 11 января 1909 года губернатор Джордж Карри помиловал Чавеса за помощь, которую тот оказал тюремным охранникам во время бунта. В 1924 году в возрасте 72 лет Хосе Чавес мирно скончался у себя дома.
После поражения в Битве за Линкольн Джордж и Фрэнк Коу на время покинули Нью-Мексико, живя в Небраске и Колорадо, однако вернулись обратно в округ Линкольн в 1884 году. После возвращения Джордж Коу был арестован по обвинению в убийстве Эндрю Робертса в перестрелке в Блейзерс-Милл, но впоследствии амнистирован губернатором Лью Уоллесом. Братья Коу купили два ранчо в округе Линкольн и стали уважаемыми членами общества, дожив до глубокой старости.
Лоренс Мёрфи умер от рака 20 октября 1878 года, примерно в возрасте 47 лет.
Джеймс Долан скупил всё имущество Танстелла. Он умер на своем ранчо в 1898 году в возрасте 49 лет.
Сьюзан Максуин приобрела большой участок земли после окончания Войны в округе Линкольн, основав ранчо в Три-Риверс. К середине 1890-х годов её ранчо было одним из крупнейших на Территории Нью-Мексико и насчитывало от 3000 до 5000 голов крупного рогатого скота. Она умерла 3 января 1931 года в возрасте 85 лет.